# Варакса, Владислав Алексеевич
Владислав Алексеевич Варакса (бел. Уладзіслаў Аляксеевіч Варакса; род. 26 января 2004, Узда, Минская область) — белорусский футболист, полузащитник клуба «Минск».

## Карьера

### «Неман» Гродно

#### Начало карьеры
Воспитанник футбольной академии минского «Динамо». В 2017 году присоединился к солигорскому «Шахтёру», где продолжил выступать на юношеском уровне. В 2019 году перешёл в структуру брестского «Динамо». В 2020 году стал выступать за дублирующий состав клуба. В январе 2021 года присоединился к «Узде», вместе с которой стал выступать во Второй лиге. В конце июля 2021 года перешёл в гродненский «Неман», подписав контракт до конца 2023 года. Дебютировал за клуб 2 августа 2021 года в матче против брестского «Динамо», выйдя на замену на 88 минуте. На протяжении сезона выступал за клуб в роли игрока скамейки запасных, результативным действиями не отличившись. По итогу сезона вместе с клубом завершил чемпионат на итоговом одиннадцатом месте.

#### Сезоны 2022—2023
В начале сезона 2022 года начинал выступать за дублирующий состав. В конце мая 2022 года стал снова подтягиваться к матчам с основной командой гродненского клуба. Первый матч в сезоне за клуб сыграл 18 июня 2022 года против могилёвского «Днепра», выйдя на поле в стартовом составе. На протяжении сезона выступал за клуб в роли одного из основных игроков, чередуя матчи в стартовом составе и со скамейки запасных, однако результативными действиями не отличился. По итогу сезона вместе с клубом завершил чемпионат на итоговом девятом месте. В начале 2023 года начинал готовиться к новому сезону с основной командой гродненского клуба. Первые матчи проводил на скамейке запасных, а затем 29 апреля 2023 года в матче против минского «Динамо» получил травму и выбыл до конца сезона. По итогу сезона вместе с клубом стал серебряным призёром чемпионата.

#### Сезон 2024 (аренда в «Минск»)
Новый сезон за клуб начал 3 марта 2024 года с четвертьфинального матча Кубка Беларуси против «Минска», выйдя на замену на 73 минуте. Первый матч в чемпионате сыграл 16 марта 2024 года против новополоцкого «Нафтана», выйдя на замену на 71 минуте. Вместе с гродненским клубом стал обладателем Кубка Беларуси, где в финале 25 мая 2024 года победили «Ислочь» (в котором был на скамейке запасных). В июле 2024 года на правах арендного соглашения присоединился к столичному «Минску», соглашение с которым было рассчитано до конца сезона. Дебютировал за клуб 2 августа 2024 года в матче против борисовского БАТЭ, выйдя на поле в стартовом составе, также отличившись своим дебютным забитым голом. В матче 24 августа 2024 года против брестского «Динамо» получил травму и выбыл на длительный срок. По итогу сезона вместе с клубом завершил чемпионат на итоговом тринадцатом месте. По окончании срока арендного соглашения  покинул столичный клуб.

### «Минск»
В январе 2025 года появилась информация, что Варакса вернётся в столичный «Минск» на правах арендного соглашения. В феврале 2025 года на правах свободного агента полноценно присоединился к минскому клубу, подписав контракт до конца сезона. Первый матч в новом сезоне сыграл 13 марта 2025 года против новополоцкого «Нафтана», выйдя на поле в стартовом составе.

## Международная карьера
В июне 2022 года дебютировал в юношеской сборной Беларуси до 19 лет в товарищеских матчах против сверстников из Узбекистана, где сам же отличился 2 забитыми голами за сборную в 2 матчах. В мае 2024 года получил вызов в молодёжную сборную Беларуси. Дебютировал за сборную 5 июня 2024 года в товарищеском матче против сборной Мальты.

## Достижения
«Неман» Гродно
- Обладатель Кубка Беларуси: 2023/24